# 吕家庄遗址
吕家庄遗址，位于山东省临沂市蒙阴县联城乡吕家庄，是中华人民共和国山东省文物保护单位之一。
1992年6月12日，授予山东省文物保护单位，是一座古遗址。